# Frauenlob
Frauenlob, egentligen Heinrich von Meissen, född omkring 1250, död 29 november 1318, var en tysk mästersångare.
Frauenlob skrev lovkväden till jungfru Maria och samtida kvinnor, så kallade "vrouwen". Hans dikter utgavs 1843.